# Trachelipus richardsonae
Trachelipus richardsonae là một loài chân đều trong họ Trachelipodidae. Loài này được Mulaik miêu tả khoa học năm 1960.